# فهد الدهمش
فهد بن ناصر بن محمد الدهمش، من مواليد 1941 مدينة الرياض، توفي في 25 مايو 2008، حكم كرة قدم سعودي دولي سابق.
وقد حكم في كأس الخليج 1979، وقد أدار مباراة منتخب قطر لكرة القدم ومنتخب البحرين لكرة القدم في 7 ابريل 1979.
كان إداريا في منتخب السعودية لكرة القدم الحاصل على لقب كأس آسيا 1984 في سنغافورة، وتأهل إلى ألعاب أولمبية صيفية 1984 في لوس أنجلوس في الولايات المتحدة الأمريكية، وساعدهم على التأهل إلى بطولة كأس العالم لكرة القدم 1994 في الولايات المتحدة الأمريكية.